# Batalla de Nybøl
La batalla de Nybøl se libró el 28 de mayo de 1848 entre el ejército danés y los germánicos en Sundeved. Los daneses resultaron victoriosos.